# Salima Ikram

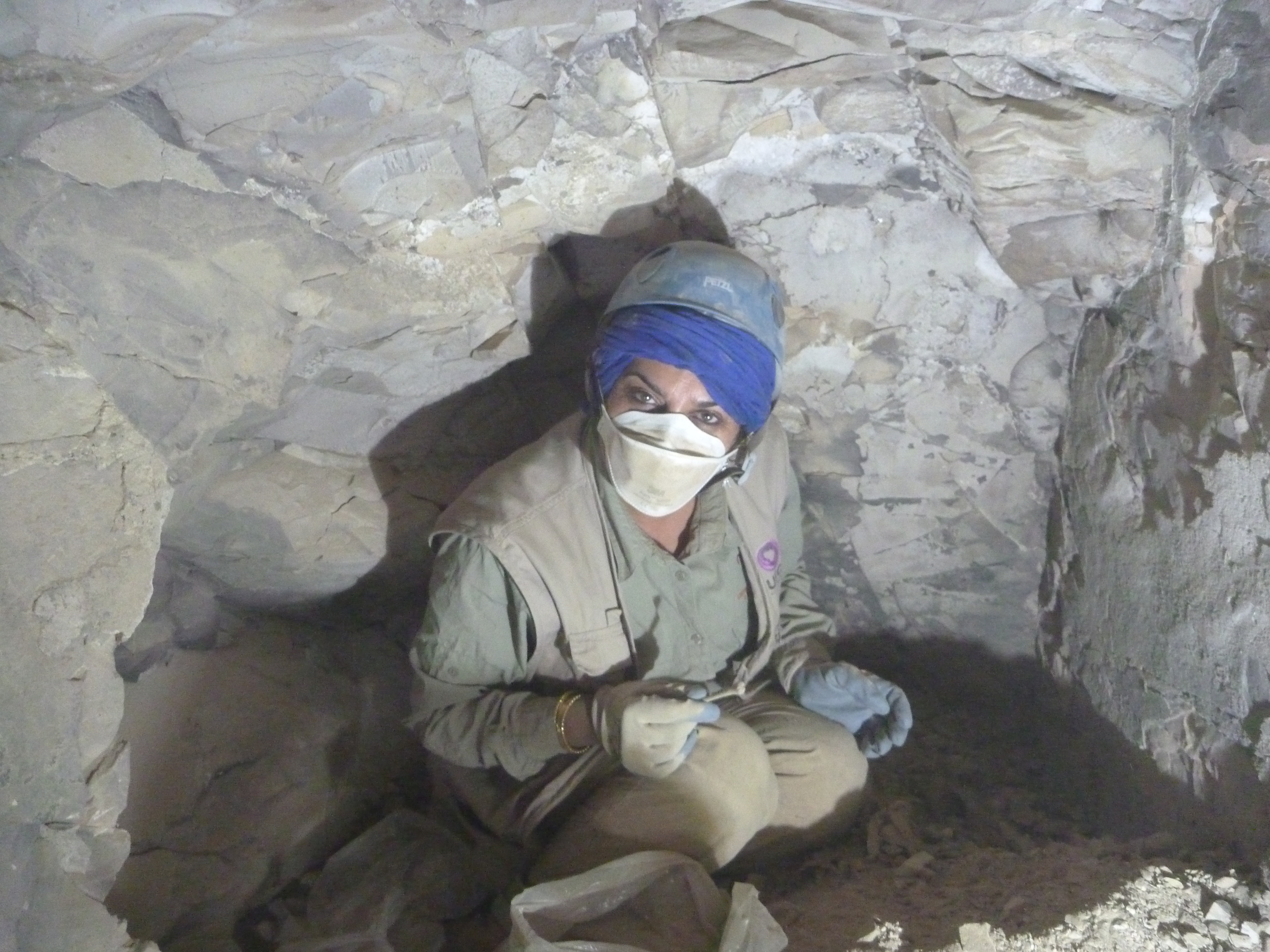
Salima Ikram (2015)

Salima Ikram (* 1965 in Lahore, Pakistan) ist eine pakistanische Archäologin und Ägyptologin. Sie ist Expertin auf dem Gebiet der Mumifizierung im Alten Ägypten.

## Biographie
Salima Ikram wurde im pakistanischen Lahore geboren. Als neunjähriges Kind besuchte sie Ägypten und war von der Kultur und der Geschichte des Landes fasziniert. Sie studierte Archäologie und Ägyptologie, zunächst am Bryn Mawr College in Pennsylvania und anschließend an der University of Cambridge. Gegenwärtig lebt sie in Kairo und ist an der dortigen amerikanischen Universität seit 2001 Professorin für Ägyptologie und Archäologie. Sie hat Ausgrabungsstätten im Aton-Heiligtum beim Karnak-Tempel, in Buto im Nildelta und in der Ebene von Gizeh beaufsichtigt. Zudem hat sie Analysen von Tierüberresten in Dahschur, Sakkara, Tell el-Muqdam, sowie im Tal der Könige in den Gräbern KV10 (Amenmesse) und KV5 (Söhne Ramses II.) vorgenommen.
2017 wurde sie in die American Academy of Arts and Sciences gewählt, 2023 zum Mitglied der British Academy.

## Publikationen
- Meat processing. in: Paul T. Nicholson: Ancient Egyptian Materials and Technology. Cambridge University Press, Cambridge 2001, ISBN 0-521-45257-0, S. 656–672.
- Choice Cuts: Meat Production in Ancient Egypt. Peeters, Leuven 1995, ISBN 90-6831-745-8.
- Death and Burial in Ancient Egypt. Longman, Harlow (u. a.) 2003, ISBN 0-582-77216-8.
- Divine Creatures: Animal Mummies In Ancient Egypt. American University in Cairo Press, Kairo 2005, ISBN 977-424-858-9.
- Encyclopedia of Ancient Egypt. OUP, New York.
- mit Aidan Dodson: The Mummy in Ancient Egypt: Equipping the Dead for Eternity. Thames & Hudson, London 1998, ISBN 0-500-05088-0.
- Non Human Mummies Catalog. American University in Cairo Press, 2003.
- Pyramids (Kairo, Zeitouna).
- mit Aidan Dodson: Royal Mummies in the Egyptian Museum. American University in Cairo Press, Kairo 1997, ISBN 977-424-431-1.
- mit Aidan Dodson: The Tomb in Ancient Egypt. Thames & Hudson, London 2008, ISBN 978-0-500-05139-9.

### Werke für jugendliche Leser
- Egyptology. Amideast, 1997.
- In Ancient Egypt: Gods and Temples. Hoopoe Books, Los Altos (CA) 1998.
- In Ancient Egypt: Mummies and Tombs. Hoopoe Books, Los Altos (CA) 1998.
- Pharaohs. Amideast, 1997.
- Land and People. Amideast, 1997.